# Gázi Masal Adzsil al-Jáver
Gázi Masal Adzsil al-Jáver (arabul غازي مشعل عجيل الياور) iraki politikus, a 2003-as amerikai invázió után felállított átmeneti kormányként funkcionáló Iraki Kormányzótanács tagja, majd utolsó elnöke, 2004 és 2005 között Irak ideiglenes elnöke, majd Dzsalál Talabáni elnöksége alatt alelnöki pozíciót töltött be 2005 és 2006 között.